# Filomela
Filomela o Filomena  (in greco antico: Φιλομήλα?, Philoméla) è un personaggio della mitologia greca, figlia di Pandione, il quinto mitologico re di Atene e di Zeusippe.

## Mitologia
Venne violentata da Tereo re della Tracia che, nonostante avesse sposato la sorella Procne, era innamorato non corrisposto di lei.
Per impedirle di riferire le violenze le tagliò la lingua, ma Filomela riuscì ad informare la sorella ricamando un messaggio per lei su una tela che le fece pervenire. Così Procne uccise il figlio Iti avuto da Tereo e glielo diede in pasto, prima di fuggire a Daulia nella Focide insieme alla sorella. 

Quando Tereo comprese la natura del cibo si diede alla ricerca delle due sorelle, che per salvarsi invocarono l'aiuto dagli dei e da cui furono trasformate in uccelli. 

Procne divenne una rondine, Filomela un usignolo e infine anche Tereo fu trasformato in un'upupa.

## Filomela e la castrazione
Catherine Maxwell sostiene che "Filomela non è solo castrata, ma castrante". Nota che "l'immagine della sua lingua mozzata è una reminiscenza di castrazione, un'impressione che è rafforzata dalla descrizione grafica resa da Ovidio nelle Metamorfosi":
della lingua, il resto giacque sulla nera terra,
mormorando e tremando come si muove la coda
di una serpe mutilata della lingua»
(VI, 555-560)
Allo stesso modo, castra Tereo uccidendo (assieme a Procne) suo figlio: "L'ira vendicativa di Procne e Filomela le trasforma in baccanti che partecipano a un sacro sparagmos dionisiaco - Maxwell ha identificato lo sparagmos con la castrazione considerando la morte di Orfeo - "Procne, che ha preso in considerazione la possibilità di rendere sia cieco che muto suo marito - l'analisi di queste menomazioni da parte di Maxwell le ha già associate alla castrazione - comprende che Tereo sarà punito più chiaramente dalla perdita di suo figlio. Iti, descritto come 'immagine del padre' e chiaramente suo sostituto ed erede, è ammazzato con violenza e smembrato dalle donne. Quando Tereo è informato della morte del figlio, Filomela, selvaggiamente disordinata e cosparsa di sangue, gli si mostra mutamente con il capo mozzato di Iti. In un colpo, lo status di maschio di Tereo e le sue speranze per una continuità nel futuro sono troncate definitivamente".